# Dadá Maravilha
Dario José dos Santos bedre kendt som Dadá Maravilha (født 4. marts 1943 i Rio de Janeiro, Brasilien) er en tidligere brasiliansk fodboldspiller (angriber), der med Brasiliens landshold vandt guld ved VM i 1970 i Mexico. Han var dog ikke på banen i turneringen. Han nåede at spille syv landskampe for brasilianerne.
Dadá Maravilha spillede på klubplan blandt andet for Atlético Mineiro, Flamengo og Internacional.

## Klubber
- Campo Grande: 1967 – 1968
- Atlético Mineiro: 1968 – 1972
- Flamengo: 1973 – 1974
- Atlético Mineiro: 1974 – 1974
- Sport Recife: 1974 – 1975
- Internacional: 1976 – 1977
- Ponte Preta: 1977 – 1978
- Atlético Mineiro: 1978 – 1979
- Paysandu: 1979 – 1979
- Náutico: 1980 – 1980
- Santa Cruz: 1981 – 1981
- Bahia: 1981 – 1982
- GOIÁS: 1983 – 1983
- Coritiba: 1983 – 1983
- Atlético Mineiro: 1984 – 1984
- Nacional-AM: 1984 – 1985
- XV de Piracicaba: 1985 – 1985
- Douradense-MS: 1986 – 1986
- Comercial de Registro-SP: 1986 – 1986